# Hermannia pulverata
Hermannia pulverata là một loài thực vật có hoa trong họ Cẩm quỳ. Loài này được Andrews mô tả khoa học đầu tiên.